# Dan et Danny : Affair on Nolandia
Dan et Danny : Affair on Nolandia est un OAV japonais réalisé par Masaharu Okuwaki en 1985. C'est l'une des premières aventures des deux héroïnes (elle est sortie à l'époque de la première diffusion de la série originale au Japon). De fait, les personnages sont quelque peu différents de ceux de la série. 

## Synopsis
Dan et Danny sont appelées sur une planète lointaine afin de retrouver une enfant disparue. Parallèlement à cette affaire, elles s'intéressent à la mort de plusieurs scientifiques lors d'étranges accidents.

## Fiche technique
- Titre : Dan et Danny - Affair on Nolandia
- Titre original : Dirty Pair: Nolandia no Nazo
- Réalisateur : Masaharu Okuwaki
- Script : Kazunori Itō (en)
- Storyboard : Masaharu Okuwaki
- Compositeur : Yoshihiro Kunimoto
- Création original : Haruka Takachiho
- Design des personnages : Tsukasa Dokite
- Directeur artistique : Yuko Fujii
- Directeur de l'animation : Keizo Shimizu et Yukari Kobayashi
- Design des mécanismes : Yasushi Ishizu (Studio Nue)
- Directeur de la photographie : Toshio Shirai (Studio Wood)
- Superviseur de l'animation : Tsukasa Dokite
- Assistant directeur : Shigeru Morikawa
- Producteur : Toru Hasegawa
- Producteur musical : Eiji Sashida
- Directeur sonore : Etsushi Yamada
- Pays d'origine :  Japon
- Année de production : 20 décembre 1985
- Format : Couleurs - X - X - 35 mm
- Genre : science-fiction
- Durée : 55 minutes

## Distribution
- Kyouko Tonguu : Kei
- Saeko Shimazu : Yuri
- Banjou Ginga : Yurugis
- Gara Takashima : Konny
- Keiko Han : Misuni
- Masaru Ikeda : Orun
- Naoki Makishima : Mughi/Nammo
- Toshiko Fujita : Samara

## Commentaire
Édité par Dybex en 2004.